# 汤池镇 (应城市)
汤池镇是中華人民共和國湖北省应城市的一個鎮，位於應城市西，地处应城、京山，天门三县的交界处。东距县城公路33公里，南距天门县的皂市镇6公里。以温泉而得名。

## 行政區劃
全镇共辖陶贾、方集、洪河、打榨、孙段公大陈、大孔、白水、罗王、黄围、金唐和街道等行政村。镇区是武汉至京山、钟样等县的交通要道。
镇内驻有孝感地区农科所、县委党校、县人民政府汤池招待所，县汤池地热水产实验站、惠亭水库汤池渠道管理段、汤池农工商联合公司和鄂中革命烈士纪念馆等科研及企事业单位。

## 歷史
唐代诗人李白曾游历其间，并有题咏。
清康熙九年（1670年），于此设公馆一所；二十九年（1690年），又扩充候馆。乾隆时，始置汤池团。
民国二十二年（1933年），湖北省建设厅长李范一于此创办改进实验区。民国二十六年（1937年）1月，置汤池乡，属第三区。同年12月，共产党人陶铸来汤池与李范一共同主办“合作人员训练班”，培训抗日骨干。民国1年7月，新设汤池区署，次年1月撤销。民国三十五年（1946年）3月，重编乡镇，设精诚乡。民国三十六年（1937年）4月，改为温泉乡。
中共建国后，汤池一直是乡、公社、管理区的所在地。1981年1月，始建为乡级县辖镇。